# Ернст Хекел
Ернст Хайнрих Филип Аугуст Хекел (на немски: Ernst Heinrich Philipp August Haeckel 16 февруари 1834–9 август 1919) е немски зоолог, натуралист, евгеник, философ, лекар, професор, морски биолог и художник, който открива, описва и назовава хиляди нови видове и картографира генеалогично дърво, свързващо всички форми на живот, освен това създава много термини в биологията, включително думите екология, phylum/тип(биология), филогенеза и Протисти.
Хекел популяризира и популяризира работата на Чарлз Дарвин в Германия[6] и разработи влиятелната, но вече не широко разпространена теория за рекапитулацията („онтогенезата рекапитулира филогенезата“), твърдейки, че биологичното развитие на отделния организъм, или онтогенезата, е паралел и обобщава еволюционното развитие на неговия вид, или филогенезата.
Професор по зоология в Йенския университет (1862 – 1919).
През 1866г. Хекел се среща с Чарлз Дарвин и става един от най-пламенните привърженици на неговата теория. Пътува много и се запознава с фауната на много морета по земното кълбо. Прави изследвания върху морфологията на низшите животни.

## Публикации
Книгата на Дарвин от 1859г. „За произхода на видовете“ има огромно популярно влияние, но въпреки че продажбите ѝ надхвърлят надеждите на издателя, това е по-скоро техническа книга, отколкото научно-популярно произведение: дълга, трудна и с малко илюстрации. Една от книгите на Хекел дава много, за да обясни на света неговата версия на „дарвинизма“. Това е бестселър, провокативно илюстрирана книга на немски език, озаглавена Natürliche Schöpfungsgeschichte, публикувана в Берлин през 1868 г. и преведена на английски като „История на сътворението“ през 1876г. До 1909г. се появяват единадесет издания, както и 25 превода на други езици. Natürliche Schöpfungsgeschichte затвърждава репутацията на Хекел като един от най-силните популяризатори на науката в Германия. Неговите Welträthsel са препечатани десет пъти след първата публикация на книгата през 1899г.; в крайна сметка са продадени над 400 000 копия.
Хекел твърди, че човешката еволюция се състои точно от 22 фази, като 21-вата – „липсващото звено“ – е средна стъпка между маймуните и хората. Той дори официално нарече това липсващо звено Pithecanthropus alalus, преведено като „човеко-маймуна без реч“.
Литературната серия от научни книги на Хекел е обширна, включваша научни статии и илюстрации.

### Монографии
- Radiolaria (1862)
- Siphonophora (1869)
- Monera (1870)
- Гъби Calcareous (1872)

### Открития с корветата Чалънджър
- Deep-Sea Medusae (1881)
- Siphonophora (1888)
- Deep-Sea Keratosa (1889)
- Radiolaria (1887)

### Книги по биология и по философия
- Generelle Morphologie der Organismen: allgemeine Grundzüge der organischen Formen-Wissenschaft, mechanisch begründet durch die von Charles Darwin reformirte Descendenz-Theorie. (1866) Berlin (General morphology of organisms: general foundations of form-science, mechanically grounded by the descendance theory reformed by Charles Darwin)„Обща морфология на организмите“
- Natürliche Schöpfungsgeschichte (1868); in English The History of Creation (1876; 6th ed.: New York, D. Appleton and Co., 1914, 2 volumes)
- Freie Wissenschaft und freie Lehre (1877), in English, Free Science and Free Teaching
- Die systematische Phylogenie (1894) – Systematic Phylogeny
- Anthropogenie, oder, Entwickelungsgeschichte des Menschen (in Italian). Torino: UTET. 1895. изд.Акация,гр.София, 1924 г.
- Die Welträthsel (1895–1899), also spelled Die Welträtsel – in English The Riddle of the Universe, 1901
- Über unsere gegenwärtige Kenntnis vom Ursprung des Menschen (1898) (On our current understanding of the origin of man) – in English The Last Link, 1898
- Der Kampf um den Entwickelungsgedanken (1905) (The struggle over thought on evolution) – in English:Last Words on Evolution, 1906
- Die Lebenswunder (1904) – in English The Wonders of Life.Чудесата на живота, изд. Ив. Гладневъ, Габрово, 1907г.
- Kristallseelen : Studien über das anorganische Leben (1917) (Crystal souls: studies on inorganic life)

- „История на създаването на организираните животни според природните закони“
- „История на човешката еволюция“
- „Световните загадки“, Ст. Атанасовъ, гр.София, 1910г.

### Пътеписи
- Indische Reisebriefe (1882) – Travel notes of India
- Aus Insulinde: Malayische Reisebriefe (1901) – Travel notes of Malaysia
- Kunstformen der Natur (1904) – Art forms of Nature, Digital Edition (1924)
- Wanderbilder (1905) – "Travel Images"
- A visit to Ceylon